# Ryan Shore
Ryan Shore (Toronto, Ontario; 29 de diciembre de 1974) es un compositor de canciones, director de orquesta, productor discográfico y director musical canadiense de cine, televisión, realidad virtual, álbumes, videojuegos, conciertos y teatro. Es conocido por sus partituras para producciones artísticas como Star Wars Forces of Destiny, Scooby-Doo! and WWE: Curse of the Speed Demon, The Not-Too-Late Show with Elmo y Go! Go! Cory Carson. Es un artista de Yamaha y estudió en Berklee College of Music, donde se graduó.

## Carrera
Shore ha compuesto música para el programa de entrevistas de medianoche The Not-Too-Late Show with Elmo, de HBO Max, la comedia romántica de Mark Steven Johnson Love, Guaranteed y la partitura de la banda sonora de Go! Go! Cory Carson, ambas de Netflix, además de Star Wars Galaxy of Adventures, de Lucasfilm.
Los más de 100 créditos de composición de Shore también incluyen producciones como Star Wars Forces of Destiny, de Lucasfilm, Julie's Greenroom, de Netflix, protagonizada por Julie Andrews, con la productora de The Jim Henson Company, Penn Zero: Part-Time Hero, de The Walt Disney Company, Spy Hunter, Scooby-Doo! WrestleMania Mystery, Scooby-Doo! and WWE: Curse of the Speed Demon, de Warner Bros., Monsterville: El Consejo de los Espíritus, Cop and a Half: New Recruit y Prime de Universal Pictures protagonizada por Meryl Streep, The Shrine, de Brookstreet Pictures, Harvard Man: Juego peligroso, de Lionsgate y The Girl Next Door, de Anchor Bay Entertainment. También compuso la banda sonora de la película Fur, protagonizada por Nicole Kidman y Robert Downey Jr.
Shore ha dirigido también orquestas de todo el mundo en grabaciones y conciertos, incluidos la Orquesta Filarmónica de Nueva York, la Hollywood Symphony Orchestra, la Skywalker Symphony Orchestra y la Orquesta Filarmónica Checa, además de dirigir conciertos para Pokemon: Symphonic Evolutions and Soundtracks Live! con la ambientación musical de Star Wars: Episodio VII - El despertar de la Fuerza.
Los créditos de Shore del circuito teatral de Broadway y otros lugares artísticos incluyen orquestaciones y arreglos para conciertos locales protagonizados por algunos ganadores del premio Tony como Sutton Foster, Idina Menzel, Whoopi Goldberg, Matthew Broderick, Kristin Chenoweth, Heather Headley y Faith Prince, así como la dirección musical de la producción de Los Ángeles de Heathers: The Musical, dirigido por Andy Fickman.

## Vida personal
Shore es sobrino del también compositor de cine Howard Shore. Además, ha obtenido una licencia de piloto privado.

## Premios

### Premios Emmy
| Año  | Ceremonia de premiación | Categoría                                 | Candidato                       | Resultado |
| ---- | ----------------------- | ----------------------------------------- | ------------------------------- | --------- |
| 2016 | Premios Emmy            | Destacada dirección musical y composición | Monsterville: Gabinete de almas | Nominado  |
| 2013 | Premios Emmy            | Anuncio promocional destacado             | POV                             | Nominado  |

### Premios Grammy
| Año  | Evento         | Otorgar            | Título     | Resultado |
| ---- | -------------- | ------------------ | ---------- | --------- |
| 2012 | Premios Grammy | Mejor banda sonora | The Shrine | Nominado  |